# Rittergut Tromlitz

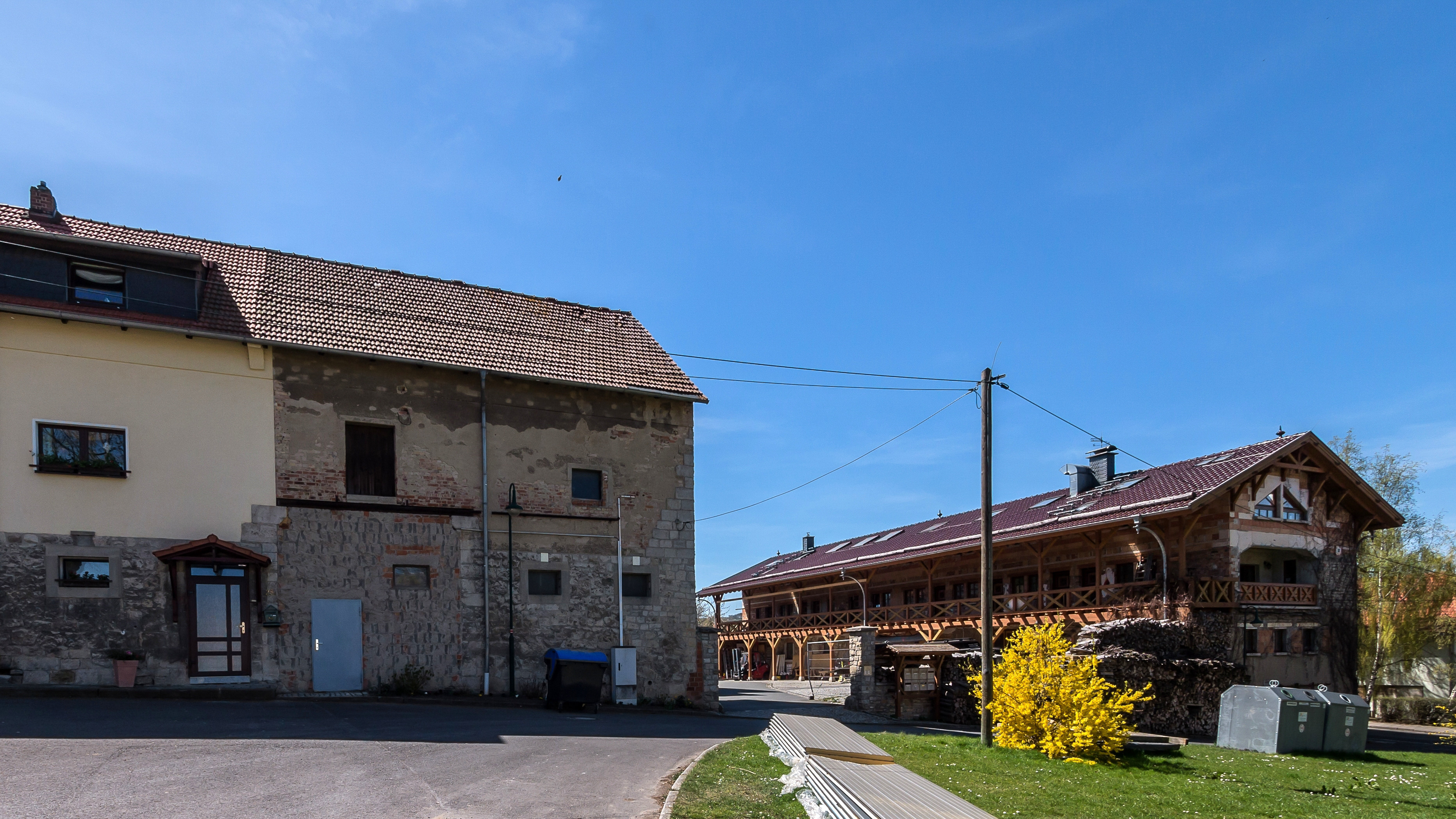
Nordostansicht

Das Rittergut Tromlitz befand sich auf Flächen des heutigen Ortsteils Tromlitz der Stadt Blankenhain im Landkreis Weimarer Land in Thüringen.

## Geschichte
Das Rittergut bewirtschaftete 1884 171 Hektar Land. Sowohl im 19. als auch im 20. Jahrhundert wurde die Nutzfläche des Dorfes vorwiegend vom Gut bewirtschaftet.
Besitzer waren: Herr von Raschau 1720 bis?, die Freiherren von Griesheim 1762 bis ?, Freiherren von Bibra von 1819-1827, Freiherr von Lincker und Lützenwick von 1840 bis 1846, Herr Meyer von 1923 bis ? Auch dieses Rittergut wurde nach den Gesetzen der Bodenreform in Ostdeutschland enteignet und an Umsiedler sowie landarme Bauern das tote und lebende Inventar verteilt.